# Terrerola d'orelles negres
La terrerola d'orelles negres (Eremopterix australis) és una espècie d'ocell de la família dels alàudids (Alaudidae).

## Descripció
- Mascle marró fosc al dors i les ales i completament negre al cap i les parts inferiors.
- La femella és marró per sobre i clara amb ratlles fosques per la resta.[2]

## Hàbitat i distribució
Habita zones àrides del sud de Namíbia i de Botswana i el nord-oest de Sud-àfrica.